# Laurent Biancani
Pour les articles homonymes, voir Biancani.
 (février 2009).
Si vous disposez d'ouvrages ou d'articles de référence ou si vous connaissez des sites web de qualité traitant du thème abordé ici, merci de compléter l'article en donnant les références utiles à sa vérifiabilité et en les liant à la section « Notes et références ».
Antoine Laurent Biancani, né à Paris (16e arrondissement) le 26 mai 1933 et mort à Paris (13e arrondissement) le 10 août 2003, fils du docteur Hugo Biancani, découvreur du procédé de l'aérosol, est un créateur-photographe et pédagogue français. 

## Biographie
Biancani a enseigné de nombreuses années la photographie à l’École des Beaux-Arts de Troyes., invité à celle de Paris. Conférencier, souvent invité à la FNAC de l'Avenue des Ternes à Paris (17e arrondissement), Il était un ami personnel de Willy Ronis. Son domicile de la Rue de Prony (75017 Paris) était un haut lieu de rencontres des amis des arts et des lettres.
Sa formation de base a été la communication : il a organisé des manifestations telles que des forums, stages d’été, podiums…
Il a créé notamment dans les années 1970 le stage studio-été aux Arcs et a animé pendant de longues années les podiums à la Foire à la Photo de Bièvres.
Début des années 1990 création à Troyes de "Troyes pixels" manifestation consacrée à l'art numérique (3 éditions, 93, 94 et 95).
Décoré de l'Ordre national du Mérite.
Directeur de Marisy Communication de 1989 à 1999.
Donation à la bibliothèque nationale de France ainsi qu'à la M.E.P. en 2003 peu de temps avant sa mort.
À cela il faut ajouter plus d'une trentaine d'expositions tant en France qu'à l'étranger aussi bien dans des galeries privées que dans des musées.
Conseiller du Musée français de la photographie.
Sa sensibilité s’est principalement exprimée dans la photo de nu.

## Ses œuvres
- Regard sur le corps 1977, Éditions Mise au point 1000 exemplaires
- Le nu et ses techniques de prises de vues (1978), Éditions VM  (ISBN 2-86258-003-1)
- Initiation au portrait 1981, Éditions VM  (ISBN 2862580155) —  3e ouvrage de la collection  Monographies photographiques, dirigée par Gérard Bouhot
- Initiation à la photographie du nu (1980), Éditions VM  (ISBN 2-86258-008-2) — 7e ouvrage de la collection Monographies photographiques
- Nude Photography : The French Way (1981), New York, Watson-Guptill Publications  (ISBN 0-8174-5095-5)
- Miroir de Femme - Woman's Mirror (1984), Éditions VM  (ISBN 2-86258-049-X) — Photos de nus féminins et photos érotiques

Certains de ses ouvrages font encore référence aujourd'hui.